# Philips Phonographische Industrie

Philips Phonographische Industrie N.V. war die erste Tochtergesellschaft des Philips-Konzerns für Schallplattenaufnahmen.

## Geschichte
Ab den 1930er Jahren kamen elektrische Schallplattenspieler auf den Markt, und die meisten Hersteller dieser Geräte verkauften auch eigene Schallplatten. Bei Philips wartete man die Einführung der Langspielplatte 1947 ab, bevor man eine eigene Gründung in Betracht zog. Dieses Produkt hielt man den Schellackplatten weit überlegen und marktgängig, eine Einschätzung, die sich schnell bestätigen sollte. Philips gründete seine Produktionsgesellschaft am 28. September 1950 in Baarn in der Nähe des niederländischen Rundfunkzentrums Hilversum. Bis 1951 wurde dort auch eine Schallplattenfabrik errichtet. Der Katalog populärer Musik bestand anfangs im Wesentlichen aus Produktionen der niederländischen Division von Decca Records. Für ernste Musik sollten allerdings eigene Aufnahmen erstellt werden, was sich anfangs als schwieriges Unterfangen darstellte, da alle bekannten Künstler bereits Verträge mit etablierten Labels besaßen. Als Produzenten gewann man Jaap van Ginneken, einen Radioproduzenten, und Us van der Meulen, der 1939 bereits Willem Mengelbergs legendäre Matthäuspassion auf Philips-Miller-Film aufgenommen hatte.
Erste Aufnahmen fanden so im Dezember 1950 mit dem weniger bekannten Willem van Otterloo und dem Residentie Orkest Den Haag statt. Da es weder in Baarn noch in Den Haag eine Halle mit guter Akustik gab, wurde als Aufnahmeort das Concertgebouw in Amsterdam gewählt. Im Januar 1951 konnte auch erstmals das Concertgebouw-Orchester aufgenommen werden; Paul van Kempen dirigierte Tschaikowskis Ouvertüre 1812, ein zugleich passendes Werk für eine Premiere. Im Lauf des Jahres kamen noch in gleicher Besetzung die Symphonien 5 und 6 sowie Romeo und Julia dazu.
1952 konnte man Antal Doráti und Eugen Jochum für Aufnahmen mit dem Concertgebouw-Orchester verpflichten, 1953 Jean Fournet mit französischen Orchestern und 1954 Eduard van Beinum von Decca abwerben. Weitere bekannte Künstler, die in den 1950er Jahren zu Philips stießen, waren Clara Haskil, Arthur Grumiaux und I Musici. Diese spielten 1955 für Philips ein damals nahezu unbekanntes Werk ein: Vivaldis Vier Jahreszeiten. Mit der Philips-Reihe Monumenta Italicae Musicae unter Leitung des Musikwissenschaftlers Vittorio Negri startete das Revival italienischer Barockmusik. 1959 wurden die Vier Jahreszeiten in derselben Besetzung nochmals neu aufgenommen, diesmal in Stereo. Diese Aufnahme hat sich bis heute nahezu durchgängig im Katalog gehalten.

Deutsche Ausgabe der Single The River Kwai March – Colonel Bogey (1958) in Lizenz der Columbia Records

Der klassische Katalog des Philips-Labels wuchs schnell, von 38 Schallplatten 1952 über 107 Stück 1953, 283 Stück 1955 auf bereits 680 Produktionen 1956. In diesen Zahlen enthalten sind allerdings auch lizenzierte Aufnahmen der Columbia Records ab 1951, die bis 1961 weder Vertrieb noch Produktion für Europa besaßen. Dadurch konnte Philips auch Aufnahmen amerikanischer Starkünstler wie Eugene Ormandy, Bruno Walter oder Rudolf Serkin veröffentlichen. Ein ähnlicher Matrizenaustausch existierte mit dem Label Mercury Records, das das höchst erfolgreiche Aufnahmesystem Mercury Living Presence entwickelt hatte. Mercury-Aufnahmen erschienen in Europa auf dem Philips-Label, Philips-Aufnahmen in den USA auf dem Mercury-Label. Das Aufnahmeverfahren Living Presence nutzte man in den 1960er Jahren selbst und entwickelte es weiter; später übernahm man Mercury ganz.
1961 wurde Colin Davis verpflichtet, der seine Berlioz-Gesamtaufnahme der Orchester- und Bühnenwerke mit Les Troyens startete. 1963 begann Bernard Haitink seinen Zyklus aller Bruckner-Sinfonien. 1969 brachte der neue Produzent Erik Smith Neville Marriner und die Academy of St. Martin in the Fields von Decca mit, außerdem Alfred Brendel.
1962 brachte Philips die Philips Phonographische Industrie zusammen mit der Deutschen Grammophon Gesellschaft, die Siemens einbrachte, in die Gramophon Philips Group ein. Siemens erhielt durch einen Anteilstausch 50 % an der Philips Phonographische Industrie, im Gegenzug Philips 50 % an der DGG. 1967 wurde die Philips Phonographische Industrie in Phonogram International umbenannt, 1972 die Gruppe zur PolyGram fusioniert. Das Label Philips wird bis heute von deren Nachfolgegesellschaften genutzt.